# 2012 في النرويج
فيما يلي قوائم الأحداث التي وقعت خلال عام 2012 في النرويج.

## سياسة

### انتهاء فترة المنصب
- 21 سبتمبر – يوناس غار ستوره وزير الخارجية في النرويج.

## رياضة
- 20 مايو – طواف النرويج 2012 الفائزون سيمون كلارك، اندريه كاردوسو، لارس بيتر نوردهاوق، سكاي 2012 [الإنجليزية]‏، إيدفالد بواسون هاغن.

## أفلام
من الأفلام التي صدرت هذه السنة في النرويج:
- 31 أغسطس – فعل القتل من إخراج جوشوا أوبنهايمر.
- 19 أكتوبر – حياتان من إخراج Georg Maas  [لغات أخرى]‏، جوديث كوفمان.